# Barceloneta (paroisse civile)
Pour les articles homonymes, voir Barceloneta.
Barceloneta est l'une des quatre divisions territoriales et statistiques et l'une des trois paroisse civiles de la municipalité de Bolivariano Angostura dans l'État de Bolívar au Venezuela. Sa capitale est La Paragua.

## Géographie

### Démographie
Hormis sa capitale La Paragua, la paroisse civile possède plusieurs localités :
- Auramima
- Aza
- Boca de Carún
- Chiguao
- El Cristo
- El Tigrito
- Guanaguanare
- Jerusalém
- La Paragua
- La Quina
- Lapo
- Parepona
- Uraima
- Zea